# Književnost u 1811.
◄◄ | ◄ | 1808. | 1809. | 1810. | 1811.  | 1812. | 1813. | 1814. | ► | ►►
Arhitektura • Astronomija • Biologija • Glazba • Kazalište • Kemija • Kiparstvo • Knjige • Književnost • Kršćanstvo • Meteorologija • Medicina • Politika • Pravo • Promet • Slikarstvo • Šport • Znanost
Književnost u 1811.

## Hrvatska i u Hrvata

### Rođenja
- 21. srpnja – Dimitrija Demeter,  hrvatski pjesnik, dramatičar, prevoditelj, publicist, kazališni kritičar, književni i kazališni djelatnik († 1872.)

## Vanjske poveznice
|  | Zajednički poslužitelj ima još gradiva o temi Književnost u 1811. |